# Moluki
Moluki (Wyspy Korzenne, indonez. Kepulauan Maluku) − grupa wysp we wschodniej części Archipelagu Malajskiego, wchodząca w skład Indonezji. Otoczone są wodami mórz Banda, Seram, Moluckiego, Halmahera i Arafura. Największymi wyspami są Halmahera, Seram (Ceram) i Buru.
Większość wysp ma charakter górzysty, trzęsienia ziemi są częste, a na kilku wyspach znajdują się aktywne wulkany. W ciągu roku występują duże (2000–3800 mm) opady. Niektóre obszary wciąż pokrywają lasy deszczowe. Wyspy zajmują powierzchnię 78 897 km², z czego ponad 80% to obszary leśne. Wyspy zamieszkuje około 2,6 mln osób (2010); ludność zróżnicowana etnicznie. Główne miasta archipelagu (a zarazem ośrodki administracyjne) to Ambon i Ternate.
Lokalne języki Moluków to w większości przedstawiciele rodziny austronezyjskiej. Dużymi grupami etnicznymi są m.in. Ambończycy i Kai (mieszkańcy wysp w środkowo-południowej części archipelagu), a także nieaustronezyjskie ludy północnych Moluków, w tym Ternate, Tidore i Galela. Wiele zakątków Moluków (zwłaszcza obszary nadbrzeżne) zamieszkuje ludność zwana Buton, która przybyła z rejonu wyspy Buton u wybrzeży Celebesu. W ośrodkach miejskich istnieją skupiska ludności pochodzenia chińskiego. 
Moluki są regionem upraw roślin dostarczających przypraw korzennych, stąd ich historyczna nazwa Wyspy Korzenne, nawiązująca do znaczenia wysp w okresie od XVI do XVIII w. Na wyspach Banda pozyskiwana jest gałka muszkatołowa. Prócz tego uprawia się ryż, palmę kokosową, kukurydzę i kawę. Występuje ropa naftowa, cyna, złoto i węgiel kamienny, ale ich zasoby nie są znaczne.
Pierwotnie nazwa „Moluki” odnosiła się do wysp północnych Moluków (w których skład wchodzą pierwotne Wyspy Korzenne), ale w końcu zaczęto tak określać ogół wysp znajdujących się pomiędzy Celebesem a Nową Gwineą. Obszar Moluków właściwych (stanowiących centrum historycznych sułtanatów Ternate, Tidore, Bacan, Jailolo) pokrywa się z terytorium prowincji Moluki Północne. Tradycyjna nazwa tych terenów to Moloku/Maloko Kie Raha, co nawiązuje do obszaru „czterech gór/wysp” (ternate kie raha) lub „czterech królestw”. Pierwsza cząstka nazwy ma niejasne pochodzenie; bywa wywodzona od słowa loko (w językach galela i tobelo – „skała” lub „góra”, synonim kie), od ma luku (tobelo, „w morzu”), od jawajskiego loka („świat”) czy od ternateńskich wyrazów moi („jeden”) i loku („grupa”, oddawane również jako „chwytać; obejmować”). Inna popularna interpretacja przypisuje indonezyjskiej nazwie Maluku pochodzenie arabskie (malik – „król”).